# بیگار (ساسکاچوان)
بیگار (به انگلیسی: Biggar) یک منطقهٔ مسکونی در کانادا است که در ساسکاچوان واقع شده‌است. بیگار ۱۵٫۷۵ کیلومتر مربع مساحت و ۲٬۱۶۱ نفر جمعیت دارد.